# Principio di Anna Karenina
Il principio di Anna Karenina è un test di verifica d'ipotesi elaborato dal naturalista statunitense Jared Diamond e diffuso nel suo saggio del 1997 Armi, acciaio e malattie.
Esso si ispira all'incipit di Anna Karenina, noto romanzo dello scrittore russo Lev Tolstoj: «Tutte le famiglie felici si somigliano; ogni famiglia infelice è invece infelice a modo suo», con ciò intendendo che esista un solo modo per essere felici, ovvero il soddisfacimento di una certa serie di fattori necessari e, di massima, comuni a qualsiasi famiglia (per esempio sicurezza economica, attrazione sessuale, assenza di conflitti tra i membri delle famiglie dei coniugi…), ma vari modi per essere infelici perché le cause di insuccesso possono variare da famiglia a famiglia.
Parimenti il discorso può essere traslato più in generale all'esperienza umana o professionale, laddove il successo di un'impresa o un risultato professionale dipendano da una serie definita di fattori da rispettare, nessuno escluso, pena il fallimento.
Non rispettando uno solo di detti fattori l'impresa, al contrario, fallisce.
Essendo tuttavia più di uno i fattori che è possibile non rispettare, esiste solo un modo per riuscire nell'impresa (ovvero, come detto, rispettarne tutti i fattori) ma diversi modi di fallire (non rispettare uno qualsiasi di, o una combinazione di, detti fattori).

## Esempi del principio

### Biologia
Nel nono capitolo del suo Armi, acciaio e malattie Jared Diamond illustra, in base al principio di Anna Karenina, i motivi per cui nella storia umana relativamente poche specie sono state addomesticate.
Fondamentalmente Diamond individua numerosi fattori che vanno contemporaneamente soddisfatti per rendere una specie addomesticabile e quanto maggiore è il numero di tali fattori tanto più è facile non soddisfarne qualcuno con conseguente fallimento dell'impresa; quindi il successo nella domesticazione non va letto in chiave di particolare predisposizione di una specie, ma come assenza di fattori contrari che rendano perseguibile l'obiettivo.
In particolare Diamond individua sei gruppi di fattori:
- alimentazione: una specie si addomestica bene se non è impegnativo nutrirla. Chi si nutre selettivamente non è un buon candidato alla domesticazione; al contrario onnivori generalisti sono potenzialmente i migliori candidati;
- tasso di crescita: una specie deve crescere abbastanza in fretta per rendere produttivo l'investimento su di essa. Per esempio un cucciolo d'elefante impiega 12 anni a raggiungere l'età adulta;
- riproduzione in cattività: una specie deve poter riprodursi in cattività; le specie che hanno complicati rituali d'accoppiamento (per esempio, momenti di intimità, lunghi periodi di corteggiamento o di caccia al maschio o alla femmina, etc.) impossibili da praticare in ambiente di cattività o di allevamento non sono facilmente addomesticabili;
- cattivo carattere: alcuni animali sono, semplicemente, troppo aggressivi o irascibili per poterli addomesticare; un esempio tipico di tale fattore è la zebra, un equide che, a differenza del suo cugino cavallo, è quasi per niente addomesticabile: la vita in Africa e l'esposizione a pericoli mortali come i grossi felidi predatori (il leone, per esempio) hanno reso tale specie selvatica e indipendente e quindi indomabile;
- tendenza al panico: una specie che in una situazione di panico fugge spedita non è addomesticabile facilmente; al contrario una specie i cui membri, per sfuggire a un pericolo, tendono a confondersi con il resto della mandria o del gregge, sono buoni candidati alla domesticazione. A titolo d'esempio i cervi in America settentrionale si rivelarono refrattari alla domesticazione e alla riproduzione in cattività mentre i cavalli non hanno alcun problema al riguardo;
- struttura sociale: animali solitari non sono addomesticabili; al contrario, animali con una solida e strutturata gerarchia sociale sono addomesticabili; una specie che nella fase di imprinting riconosca un umano quale capo gerarchico (es.: il cane) è la miglior candidata in assoluto alla domesticazione; i vari sottogruppi sociali non devono neanche essere in estrema conflittualità reciproca.

### Economia
Peter Thiel, capitalista di rischio e fondatore di PayPal ha coniato, nel suo Da zero a uno, un paradigma inverso del principio di Anna Karenina, ovvero: «Ogni impresa è felice a modo suo, tutte le imprese infelici si assomigliano», intendendo che nessuna impresa può avere veramente successo se ripete un copione già recitato da un'altra: Thiel sostiene che la diversità sia la linfa vitale delle aziende, e che non possono esistere, per esempio, due Bill Gates, perché un secondo Bill Gates può al massimo riprodurre le orme del primo: aprire un'azienda nello stesso filone di una di successo significa quindi, per Thiel, votarsi all'insuccesso o al massimo alla sopravvivenza; parimenti sostiene che in ogni settore solo un'azienda possa avere successo perché in una logica di libero mercato ideale, laddove il cliente ha il massimo guadagno le aziende in concorrenza tra di loro conseguono il loro guadagno minimo, da cui la paradossale affermazione che «la concorrenza è da perdenti» e che l'unico modo sicuro per avere successo sia il monopolio (Thiel definisce «monopolio» la situazione in cui un'azienda è tanto nettamente superiore alla concorrenza nell'offerta alla clientela che altre aziende non hanno mercato o rinunciano a competere).

### Scienze sociali
In un saggio del 2009, Correlations, Risk and Crisis: From Physiology to Finance i ricercatori dell'università britannica di Leicester Gorban, Smirnova e Tjukina suggeriscono che esista un pattern comune di adattabilità cui le aggregazioni (umane, finanziarie, etc.) tendono ad aderire in caso di situazioni di crisi (relative sia a organismi viventi che per esempio a imprese commerciali) quali per esempio malattie, dissesti finanziari, crolli bancari, fallimenti aziendali, etc.
Analizzando dei metaboliti dagli aghi di pino di Scozia provenienti da due diversi ambienti (uno di test situato nelle immediate vicinanze delle emissioni di una centrale termoelettrica, mentre un altro, di controllo, di alberi coevi in una zona deindustrializzata) si è determinato che nel gruppo di test, sotto stress ambientale rispetto a quello di controllo, la varianza statistica tra gli esemplari era circa la metà (2,56 contro più di 5 volte) di quella del gruppo di controllo, pur trattandosi di alberi uguali.
Parimenti, lo studio tendeva a evidenziare come in altre situazioni di stress, per esempio l'adattabilità di gente in salute alle variazioni climatiche o persino la reattività delle 30 maggiori aziende sulla Borsa di Londra durante la crisi del 2008, esse siano state caratterizzate da metodiche similari laddove invece molteplici furono i fattori di mancato adattamento, tanto da portare Gorban ad affermare, parafrasando Tolstoj, che «tutti i sistemi ben adattati sono uguali, quelli disadattati lo sono ciascuno a suo modo», aggiungendo che il comportamento adattativo di classi omogenee di elementi sotto stress segue di massima un andamento già analizzato e può quindi essere previsto.